# Понока (Альберта)
Понока (англ. Ponoka [pəˈnoʊkə]) — місто в провінції Альберта, Канада. Розташоване на перехресті Highway 2A і Highway 53, за 59 кілометрів на північ від Ред-Дір і 95 кілометрів на південь від Едмонтону.
Назва Понока означає «лось» на мові блекфут, він зображений на прапорі міста.

## Історія
Місто зародилось в 1891 році як шляховий пункт для залізничного маршруту від Едмонтона до Калгарі; місто було формально інкорпоровано в 1904 році.

## Демографія
За даними Перепису населення 2016 року, проведеного Статистичною службою Канади, у місті Понока зареєстровано 7229 жителів, що на 6,7% більше ніж у 2011 році (6778 осіб). Займачи площу 17,33 км2 (6,69 миля2), місто має щільність населення 417.1/km2

## Економіка
Головні галузі — це сільське господарство (вирощування зерна та худоби) та видобуток нафти і газу.

## Мистецтво та культура
Понока є батьківщиною Ponoka Stampede — семиденного родео яке проводиться в кінці червня або початку липня і як правило, збігається з довгими вихідними дня Канади. Родео проводиться з 1936.

## Відомі особистості
В поселенні народився:
- Девід Гарісон (* 1966) — лінгвіст, антрополог.

## Галерея

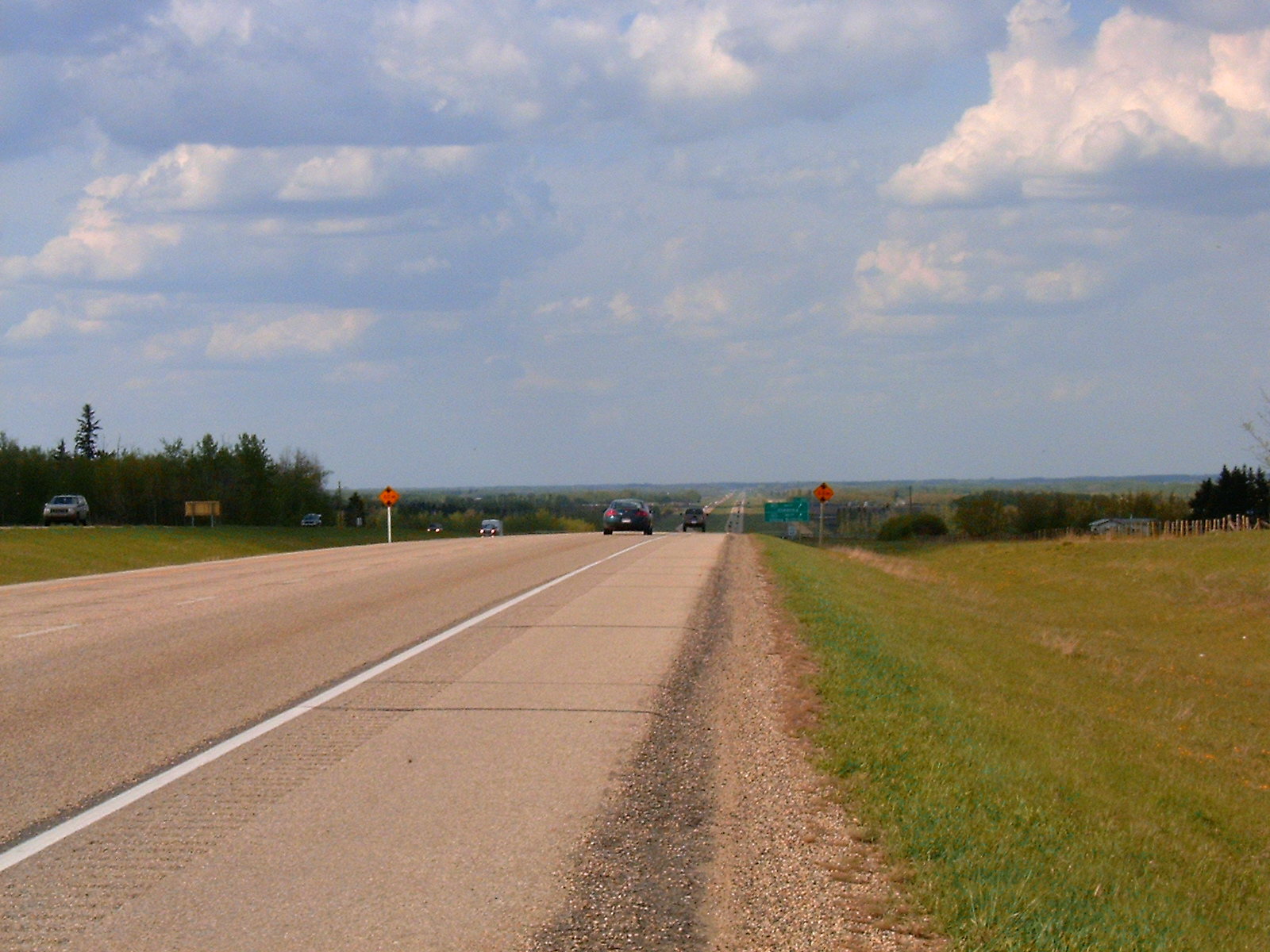
Автошлях 2 Альберти поблизу Поноки
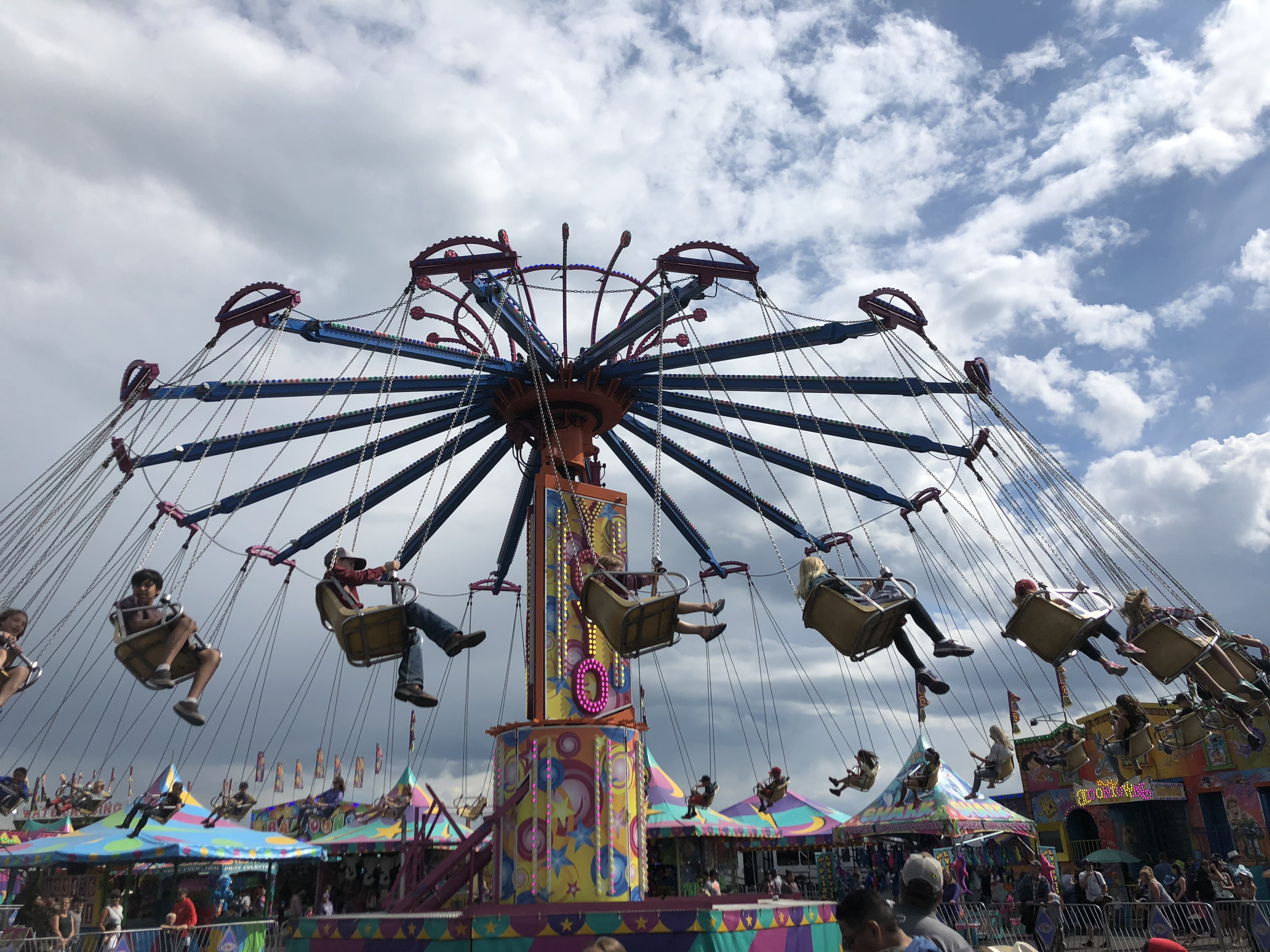
Родео фестиваль «Понока Стампід» (2018)
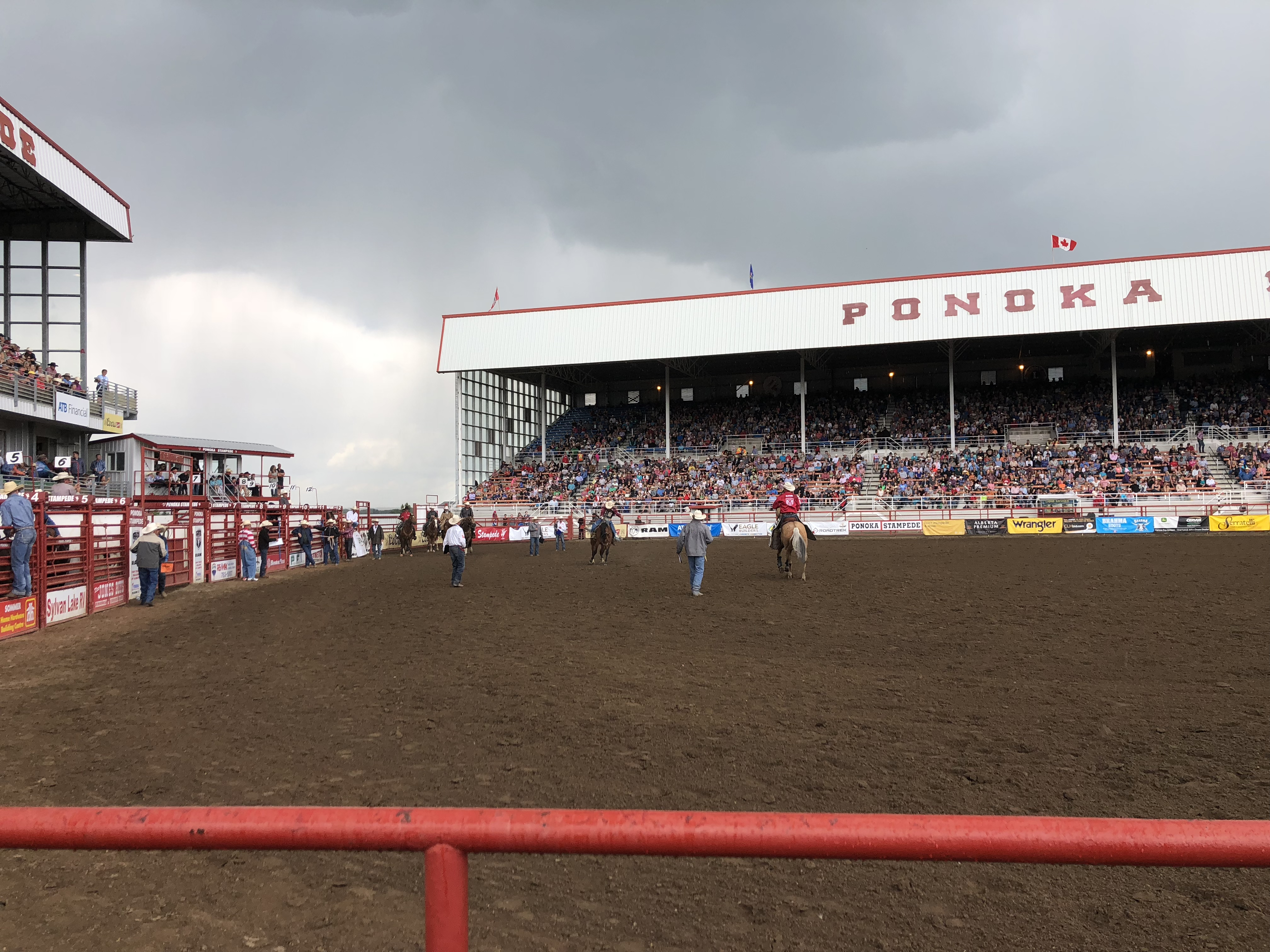
Родео фестиваль «Понока Стампід» (2018)